# Sparkasse Märkisch-Oderland
Die Sparkasse Märkisch-Oderland ist eine öffentlich-rechtliche Sparkasse mit Sitz in Strausberg. Eingetragen ist sie beim Amtsgericht Frankfurt/Oder unter der Registernummer A/1444 FF als „Kreissparkasse Märkisch-Oderland (Sparkasse Märkisch-Oderland)“. Träger der Sparkasse ist der Landkreis Märkisch-Oderland.

## Organisationsstruktur
Die Sparkasse Märkisch-Oderland ist eine mündelsichere, dem gemeinen Nutzen dienende rechtsfähige Anstalt des öffentlichen Rechts nach dem Recht der Bundesrepublik Deutschland und betreibt die in der nach § 32 Abs. 1 Nr. 1 des Brandenburgischen Sparkassengesetzes (BbgSpG) erlassenen Rechtsverordnung vorgesehenen Geschäfte. Rechtsgrundlagen sind das Brandenburgische Sparkassengesetz, die Sparkassenverordnung des Landes Brandenburg und die durch den Verwaltungsrat der Sparkasse erlassene Satzung. Organe der Sparkasse sind nach dem Sparkassengesetz der Verwaltungsrat und der Vorstand.

## Geschäftsausrichtung und Geschäftserfolg
Die Sparkasse Märkisch-Oderland wies im Geschäftsjahr 2023 eine Bilanzsumme von 2,377 Mrd. Euro aus und verfügte über Kundeneinlagen von 2,078 Mrd. Euro. Gemäß der Sparkassenrangliste 2023 liegt sie nach Bilanzsumme auf Rang 206. Sie unterhält 32 Filialen/Selbstbedienungsstandorte und beschäftigt 232 Mitarbeiter.